# Black Cherry
Black Cherry är det andra studioalbumet av den engelska elektroniska duon Goldfrapp, utgivet i Storbritannien den 28 april 2003 på Mute Records. Flera kritiker gav komplimanger över dess blandning av retro och modern electropopmusik, vilket var en avvikelse från ambientsoundet på deras debutalbum. Black Cherry gick in på topp 20 i Goldfrapps hemland Storbritannien och dess andra singel "Strict Machine" blev en topp 20-singel. Det gav bandet en nominering för 'Best British Dance Act' vid 2004 års BRIT Awards. Albumet backades upp av turnén Black Cherry Tour 2003–04.
Albumet visade upp en förändring i Goldfrapps musikstil, som nu bestod av glamrock och syntpop. Inspirationskällor var den spanska discogruppen Baccara och den svenska technoartisten Håkan Lidbo. I augusti 2005 hade albumet uppnått brittisk platinacertifiering och har sedan maj 2005 sålts i nästan 500 000 exemplar världen runt.

## Inspelning och produktion
Duon skrev tre låtar under sin turné för debutalbumet Felt Mountain men bestämde sig för att låta musiken gå i en ny riktning med mer rytmiska drag. Goldfrapp valde att spela in vid en studio i ett bohemiskt område i Bath, England, eftersom de behövde en plats att förvara sina instrument på. Bandet började arbeta med albumet i januari 2002 med en lista över låtar de ville prova att spela in, till exempel en discolåt med bara stränginstrument. Studions väggar var täckta av neonljus och Alison Goldfrapp använde dem för att skriva ned sina låtidéer. De spelade in tidiga demoversioner och hade det digitala mixerbordet Yamaha 02R till hjälp under förproduktionen. Goldfrapp höll jamsessioner med Mark Linkous och Adrian Utley och efter att ha gjort sig bekväma i studion under skrivprocessen bestämde sig för att inte flytta till en annan studio.
Skivomslaget, designat av Mat Maitland, är ett collage bestående av fotografier tagna av Polly Borland på Alison Goldfrapp med två vargar. Illustrationerna i albumhäftet har också vargmotiv, bland annat kvinnor med varghuvuden. Goldfrapp har förklarat att vargarna representerar styrka och mystik och att hon var "intresserad av tanken kring förvandlingar och människor som vill vara som djur och djur som vill vara som människor".

## Låtskrivandet
Efter Felt Mountain-turnén kommenterade Alison Goldfrapp att långsamma kärleksrelaterade låtar var "väldigt klaustrofobiska" att framföra. Under deras jamsessioner blev improvisation en viktig del för hur gruppen spelade in Black Cherry. Albumet fokuserar mer på dancemusik och glamrock-inspirerade synthesizers än dess föregångare. Inspirationskällor var den spanska discogruppen Baccara och den svenska technoartisten Håkan Lidbo. Goldfrapp har berättat att albumet skiljer sig från Felt Mountain i och med att bandet "ville lägga mer slags 'oomph' i det". Hon menar att texterna är "mycket rakare och...mindre tvetydiga". Låtarna på Black Cherry är mer rättframma i sättet de beskriver sexualitet än de på Felt Mountain.

## Låtlista
Låtarna skrivna av Alison Goldfrapp och Will Gregory där inget annat anges.
1. "Crystalline Green" – 4:28
2. "Train" – 4:11
3. "Black Cherry" – 4:56
4. "Tiptoe" – 5:10
5. "Deep Honey" – 4:01
6. "Hairy Trees" – 4:37
7. "Twist" – 3:32
8. "Strict Machine" (Goldfrapp, Gregory, Nick Batt) – 3:51
9. "Forever" – 4:14
10. "Slippage" – 3:57

## Medverkande
Information från albumets häfte.

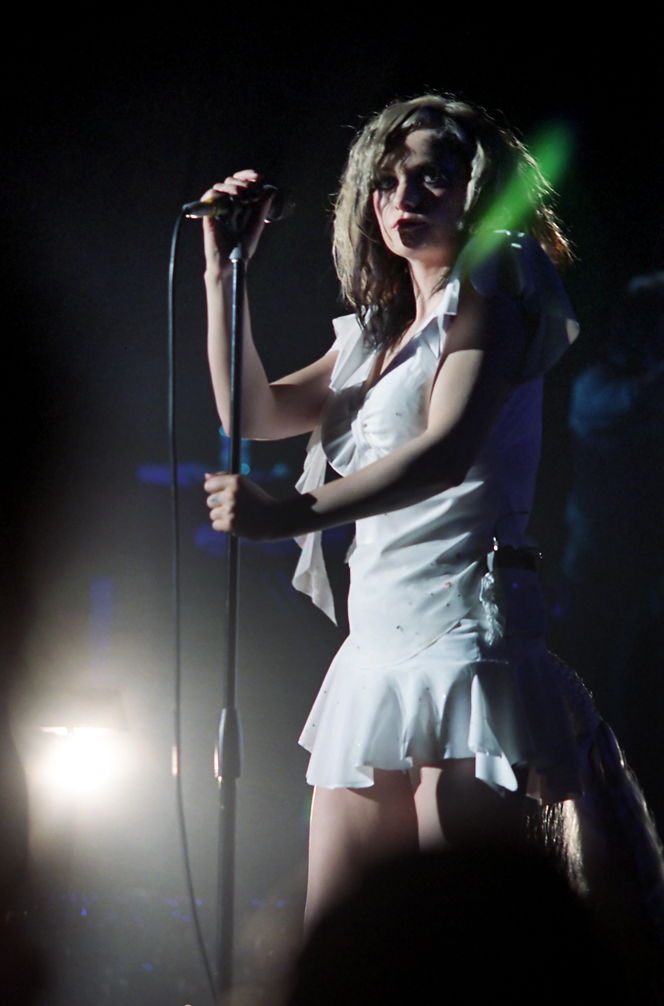
Alison Goldfrapp under ett liveframträdande i oktober 2003

- Alison Goldfrapp – sång, producent, synthesizer, ljudtekniker, arrangemang (alla spår); mixning (2, 3, 5, 9, 10); art directior, design
- Will Gregory – producent, synthesizer, ljudtekniker, arrangemang (alla spår); mixing (2, 3, 5, 9, 10)
- David Bascombe – mixning (6, 8)
- Nick Batt – medproducent, synthesizer, ljudtekniker, ytterligare programmering
- Big Active – art director, design
- Polly Borland – fotografi
- Andy Davis – gitarr (10)
- Bruno Ellingham – Pro Tools
- Tom Elmhirst – mixning
- Nick Ingman – strängdirigent, stränginstrumentation
- Charlie Jones – bas (8)
- Mark Linkous – Casio (2)
- Mike Marsh – mastering
- Rowan Oliver – trummor, slagverk (2); ytterligare trumprogrammering (3, 4, 6, 7)
- Steve Orchard – strängtekniker, strängsubmixning
- Damon Reece – trummor (8)
- Adrian Utley – bas, gitarr (2)

## Listplaceringar
| Lista (2003–04)            | Högsta position |
| -------------------------- | --------------- |
| Australien                 | 71              |
| Belgien (Flandern)         | 46              |
| Belgien (Vallonien)        | 29              |
| Frankrike                  | 45              |
| Irland                     | 30              |
| Nederländerna              | 91              |
| Norge                      | 26              |
| Portugal                   | 26              |
| Schweiz                    | 41              |
| Tyskland                   | 21              |
| Storbritannien             | 19              |
| USA Top Electronic Albums  | 4               |
| USA Top Independent Albums | 27              |

| Land                          | Certifikat | Sålda ex. |
| ----------------------------- | ---------- | --------- |
| Storbritannien                | Platina    | 300 000^  |
| ^enbart baserat på certifikat |            |           |